# Alfredo Bufano
Alfredo Rodolfo Bufano (Cisternino, Provincia de Brindisi, Italia, 22 de agosto de 1893 - San Rafael, Provincia de Mendoza, Argentina, 31 de octubre de 1950) fue un poeta italoargentino.

## Biografía
Nació el 22 de agosto de 1893, en Cisternino, Italia, aunque él mismo afirmaba en sus versos que había nacido en la provincia de Mendoza, donde transcurrió su infancia. Fue el quinto hijo de Leonardo Antonio Bufano y Concepción de Cristo, nacida en Italia como Maria Concetta Decristo, ambos inmigrantes italianos. A los dos años, tuvo un accidente doméstico en el que cayó sobre un balde cuyo borde le hirió dejándole por vida una ancha cicatriz en el cuello. Concurrió a la escuela Vélez Sarsfield (de Villanueva) que no completó debido a la pobreza familiar, y en su lugar trató de colocarse como aprendiz de diversas actividades, como carpintero o albañil. Su padre, que era talabartero, lo acompañó recorriendo fincas y bodegas.
A los quince años, se instaló con su familia en Buenos Aires, donde conoció a José Ingenieros, que influenció su obra junto al arcipreste de Hita, Góngora, Quevedo, García Lorca, Dante, Petrarca, Rubén Darío, Amado Nervo, Leopoldo Lugones, Almafuerte, Enrique Banchs y Baldomero Fernández Moreno, entre otros. Contribuía al sustento familiar lustrando calzado en la Avenida de Mayo y vendiendo globos de colores en plazas y jardines públicos hasta que a los dieciocho años comenzó a trabajar como vendedor en una librería de la calle Carlos Pellegrini, en la que empezaron sus contactos con el medio intelectual, artístico y periodístico de Buenos Aires.
Entre 1915 y 1919 publicó sus primeros poemas en El Correo Musical Sudamericano y cambió su empleo en la librería por el de redactor de esa revista; también colaboraba en otras publicaciones de gran difusión como Caras y Caretas y Mundo Argentino y en 1917 se casó con Ada Giusti, con quien tuvo cinco hijos. Publicó El viajero indeciso, su primer libro, al que siguió Canciones de mi casa, que en 1920 fue galardonado con el segundo premio en un concurso organizado por la Municipalidad de Buenos Aires. Ese año murió su madre y expresó su pena en el libro Misa de Réquiem.
En 1922 se radicó en la localidad suburbana de Adrogué y su pueblo y su paisaje inspiraron el libro Poemas de provincia, de ese mismo año. Al año siguiente, con problemas de salud, casi desahuciado, fue con su familia a vivir a San Rafael, en la provincia de Mendoza.
En 1926, por gestión del ministro de Educación de la Nación Antonio Sagarna le asignaron unas cátedras -Castellano, Literatura y Geografía- en la Escuela Normal de San Rafael, pese a que no tenía título. De ese cargo quedó cesante años después, y en 1947 retornó a Buenos Aires y se empleó en la entidad cultural Amigos del libro, que estaba ubicada en la calle Florida.
Entre abril y noviembre de 1947 organizó en España la Exposición del Libro Argentino, por las ciudades de Madrid, Barcelona, Granada y Sevilla y en esta última dio una conferencia sobre el movimiento literario argentino. También recorrió otras ciudades de España, Francia y África, que le inspiraron para escribir Junto a las verdes rías y Marruecos.

### Fallecimiento
El 15 de octubre de 1950, mientras aun luchaba contra una de las crisis periódicas de sus dolencias respiratorias iniciada en el mes de agosto, viajó a Mendoza a visitar a su hija y el 31 de octubre falleció repentinamente en San Rafael. Sus restos fueron trasladados a Buenos Aires, velados en la "Casa del Escritor" y sepultados en el Cementerio de Chacarita. Acompañó sus restos una comisión de honor integrada por Jorge Luis Borges como presidente, Manuel Mujica Lainez como vicepresidente de la institución, Eduardo Mallea, Conrado Nalé Roxlo y Vicente Barbieri. Como Bufano había expresado en vida el deseo de que sus restos descansaran en Villa 25 de Mayo -un pueblo muy cercano a la ciudad de San Rafael- los mismos fueron trasladados el 6 de diciembre a esta última ciudad y un último homenaje fue rendido por familiares, amistades y el pueblo en general. La tumba, sombreada por un terebinto como lo deseara Bufano, tiene como epitafio versos de Poemas de provincia:

Por eso cuando sea eternidad
poned los huesos en el campo en flor,
y en una piedra tosca esta inscripción grabada:
Poeta, sembrador y poblador.

Una calle de Buenos Aires, otra de Córdoba, una Escuela de la Ciudad de Buenos Aires del barrio de Urquiza y un colegio en San Rafael, Mendoza, llevan su nombre en homenaje. Su nieto es Gabriel Julio Fernández Capello, más conocido como Vicentico, cantante de la banda argentina Los Fabulosos Cadillacs, y tiene dos bisnietos, uno de ellos siendo Florián Fernández Capello, conocido simplemente como Florian, músico y también integrante de Los Fabulosos Cadillacs.

## Premios literarios
- 1919, Premio de la Municipalidad de Buenos Aires, por Canciones de mi casa
- Premio de la provincia de Cuyo, por Valle de soledad
- 1932, Premio Nacional, por Romancero y Valle de la Ciudad

## Obra
Su obra ha sido dividida en tres etapas:
La primera, de iniciación y búsqueda, abarca desde el Viajero Indeciso (1917), hasta el Huerto de los Olivos (1923).
La segunda, de madurez, va desde Poemas de Cuyo (1925), hasta Charango (1946).
La tercera se inicia con su viaje a Europa y África. Va desde Junto a las verdes rías (1950) hasta Marruecos (1951) póstumo.
- El viajero indeciso (1917)
- Canciones de mi casa (1919)
- Misa de Requiem (1920)
- Antología (1921)
- Poemas de Provincia (1922)
- El huerto de los olivos (1923)
- Poemas de Cuyo (1925)
- Tierras de Huarpes (1926)
- Aconcagua (Crónica en prosa sobre un viaje a la cordillera de Los Andes) (1926)
- Tierra de Huarpes (1927)
- Poemas de la nieve (1928)
- El reino alucinante (1929): en el poema homónimo refleja el problema de salud que comienza a acecharlo desde entonces, una sordera progresiva.
- Valle de la soledad (1930)
- Open Door (cuentos) (1930)
- Romancero (1932)
- Laúdes de Cristo Rey (1933)
- Los collados eternos (1934)
- Poemas para los niños de las ciudades (1934)
- Zoología política (1935): satiriza al caudillismo y la demagogia, deformaciones de la política.
- Poemas de las tierras puntanas (1936)
- Ditirambos y romances de Cuyo (1937)
- Presencia de Cuyo (1940)
- Ditirambos y romances de Cuyo (1940)
- Tiempos de creer (1943): señala el apocalíptico contexto en el que se mueven los hombres de la época.
- Mendoza, la de mi canto (1943)
- Colinas del alto viento (1943)
- Infancia bajo la luna (1945)
- Jerarquía de la libertad (1945): recoge aforismos aparecidos en La Prensa entre 1940 y 1941, manifiesta convicciones democráticas.
- Charango (1946)
- Junto a las verdes rías (1950)
- Elegía a un soldado muerto por la libertad (1950): expresa su temor de que la ofrenda de la vida de un soldado americano haya sido en vano.
- Marruecos (1951) libro póstumo